# Desaparición de Michele Anne Harris
En la noche del 11 de septiembre de 2001, horas después de que tuvieran lugar los atentados contra el World Trade Center, Michele Anne Harris (nacida el 29 de septiembre de 1965), vecina del pueblo neoyorquino de Spencer, salió del restaurante donde trabajaba como camarera en la cercana localidad de Waverly después de terminar su turno, y compartió unas copas con dos compañeros de trabajo (con uno de los cuales había mantenido una relación sentimental) en el aparcamiento. Después fue a ver a su novio a Smithboro y se marchó poco después de las once de la noche. A la mañana siguiente, encontraron su coche en la carretera, cerca de la casa que compartía con sus hijos y su ex marido, Cal, del que estaba separada. Cal fue juzgado por su asesinato cuatro veces y condenado dos antes de ser absuelto.
La investigación de su desaparición se vio dificultada por el hecho de que muchos de los policías estatales que habrían intervenido normalmente habían sido enviados a Nueva York el día anterior en respuesta a los atentados terroristas contra las Torres Gemelas. Las sospechas se centraron en Cal, cuyo divorcio de Michele había llegado a un punto crítico, ya que podría haber perdido una parte considerable de su fortuna familiar en un acuerdo. Cal fue descrito por algunos como aparentemente despreocupado tras la desaparición de su esposa, saliendo con otras mujeres y vendiendo sus pertenencias en cuestión de semanas. Otras pruebas de juego sucio eran circunstanciales, y consistían principalmente en sangre en la casa y un relato de segunda mano de que él la había amenazado.
Finalmente, Cal Harris fue acusado de asesinato en segundo grado y condenado a pesar de la ausencia continuada de Michele. La mañana siguiente a la condena de Harris, apareció un testigo que afirmaba haber visto a Michele fuera de la casa familiar la mañana del 12 de septiembre. Cal fue juzgado de nuevo y condenado. Tras cumplir varios años en la prisión estatal, su condena fue anulada en apelación. Un jurado de otro condado no llegó a un veredicto, por lo que se celebró un juicio sin jurado en el que fue absuelto.
Harris ha seguido protestando por su inocencia; demandando a la policía estatal, a la oficina del fiscal del distrito del condado de Tioga y a varios otros por acusación maliciosa. En 2017 fue detenido de nuevo tras supuestamente acosar a uno de los investigadores. El principal investigador de la defensa escribió un libro en el que alegaba su teoría de cómo se incriminó a Cal Harris, centrándose en uno de los hombres con los que Michele había salido al parecer en aquella época como sospechoso más probable dadas algunas pruebas encontradas en su antigua casa. Sus amigos y familiares creen con la misma firmeza en la culpabilidad de Cal, y siguen buscando pruebas más sólidas a pesar de que no puede ser procesado de nuevo; esto ha provocado el distanciamiento entre su familia y sus hijos.

## Trasfondo
Cal Harris se graduó en el Vestal High School, llegando a convertirse en un notable deportista durante cuatro años de los equipos campeones de lacrosse masculino de la División III de la NCAA del Hobart College a principios de la década de 1980, conoció a Michele Anne Taylor, licenciada por la Universidad Estatal de Nueva York en Morrisville, cuando ella trabajaba en uno de los concesionarios de coches que su familia poseía en el condado de Tioga, en el sur del estado de Nueva York, entre Binghamton y Elmira y al sur de Ithaca. Se casaron en 1990 y se instalaron en una finca de 102 hectáreas a las afueras de Spencer, al norte del condado de Tioga, donde Michele había crecido. En 1994 tuvo el primero de los cuatro hijos de la pareja.
En 1999, el matrimonio empezó a fracasar cuando Michele descubrió, mientras estaba embarazada de su hijo menor, que Cal había tenido una aventura con otra empleada de uno de los concesionarios de coches. Él justificó esta aventura alegando que ella no mantenía la casa lo bastante limpia. Cuando ella se enfrentó a él, él prometió poner fin a la relación, pero, según supo más tarde, no lo hizo, y la reavivó en un viaje de vacaciones a Barbados.
Tras el nacimiento de su hijo, en octubre de 2000, dejó de compartir la cama con su marido y durmió en el sofá de la casa familiar. Un mes más tarde, en un bar, conoció a Brian Earley, un joven que visitaba la zona procedente de Filadelfia, donde trabajaba como topógrafo. Pronto empezaron a tener encuentros discretos en los Poconos, al noreste de Pensilvania. Para mantener su relación en secreto ante Cal Harris y los niños, ambos utilizaban tarjetas telefónicas cuando se llamaban, de modo que el identificador de llamadas apareciera como un revoltijo aleatorio de números.

### Divorcio
A principios de 2001, Michele solicitó el divorcio. Durante la primera mitad del año, Cal dijo repetidamente a Michele que no la dejaría divorciarse. Barb Thayer, la niñera de la pareja, recuerda haber oído con frecuencia fuertes discusiones. Cal intentó que la familia de Michele la convenciera para que no se divorciara, creyendo que se había dejado influir por la gente con la que se relacionaba cada vez más y que incluso podría estar consumiendo drogas. Michele contó a sus hermanas que en un momento dado, en marzo, Cal le dijo durante una discusión que no necesitaría un arma para matarla y que la policía nunca podría encontrar su cuerpo. También dejó que su peluquera oyera a Cal amenazarla con matarla y hacerla desaparecer por teléfono en julio.
En junio se ordenó a Cal que le pagara 400 dólares al mes, y que siguiera pagando todos los gastos relacionados con la casa, hasta que finalizara el divorcio. También se ordenó a Cal que entregara todas sus armas a sus hermanos y a su padre hasta que todo el proceso culminara y Michele se hubiera mudado. El tribunal estimó su patrimonio neto en 5,4 millones de dólares. Cal le ofreció la custodia completa de los niños y un acuerdo de 740 000 dólares durante los diez años siguientes, pero ella lo rechazó.
Los pagos de Cal a Michele complementaban lo que ella ganaba con un trabajo de camarera a tiempo parcial en Lefty's, un restaurante del cercano pueblo de Waverly, que había empezado en abril. Earley dejó a su novia y se mudó a Tioga, otro pueblo de la zona, ese mes de junio, esperando que ambos se casaran poco después de su divorcio; aunque estaba interesada en una relación a largo plazo con él, dijo a sus amigos que no pensaba casarse con él. Él le dio a Michele las llaves de su casa para que dejara salir a sus perros si trabajaba hasta tarde, y ella dejó allí algunas pertenencias, ya que algunas noches acudía después del trabajo, hasta las 2:30 horas de la madrugada.
Earley no fue el único interés amoroso de Michele en esta época. Durante dos meses mantuvo una relación con el gerente de Lefty, Michael Kasper, de la que no había hablado con nadie más. Otro empleado de los concesionarios de la familia Harris admitió más tarde haber tenido sesiones de besuqueo en los asientos traseros de los coches del lote, y también había un hombre de Texas del que se sabía poco que la relacionaba.
La tensión en la casa de los Harris disminuyó en agosto. Cal había ofrecido a Michele 80 000 dólares anuales en concepto de pensión alimenticia y manutención, junto con la custodia de los niños. A través de su abogado, ella solicitó una tasación judicial de su negocio, que le costaría 30 000 dólares. El juicio se fijó para el 22 de octubre.
Al final del verano, el fin de semana después del Día del Trabajo, Thayer observó que Michele parecía más feliz que hacía tiempo. Michele le confió que había decidido aceptar la oferta de Cal, pero que aún no se lo había comunicado. "Por fin estoy recuperando mi vida", le dijo Michele a Thayer. "No puedo creer lo que siento". Tenía previsto hablar con su abogado el 12 de septiembre.
Ese no era el único acontecimiento importante que Michele había planeado para la segunda semana de septiembre de 2001. El fin de semana siguiente le dijo a Cal que iba a viajar a Nueva York para visitar a una amiga de la universidad. También informó a algunos de sus amigos sobre el viaje, pero dijo que su objetivo era vender o empeñar algunas de sus joyas, incluido su anillo de compromiso, para poder pagar la mitad del anticipo de la casa que ella y Earley habían acordado comprar en Owego, capital del condado, cerca de donde los niños iban a la escuela. Al parecer, también había acumulado importantes deudas en su tarjeta de crédito y había devuelto cheques sin fondos.

## Desaparición

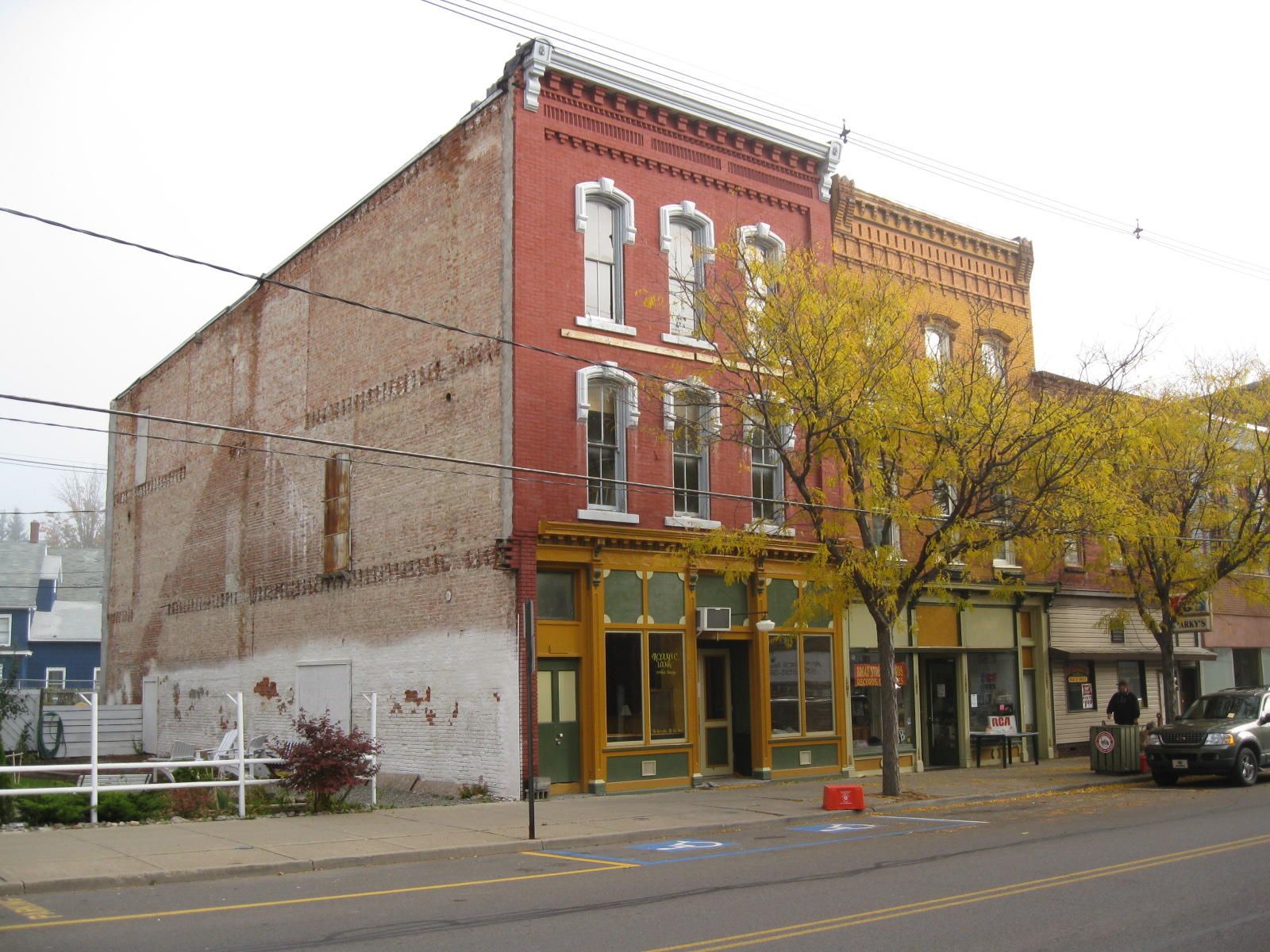
Imagen de Waverly, pueblo en el que Michele trabajaba como camarera en un restaurante Lefty's.

Cuando Thayer llegó a casa de los Harris la tarde del 11 de septiembre para cuidar de los niños, a Michele le dolía la cabeza. Los viajes a Nueva York se habían visto gravemente restringidos tras los atentados terroristas del 11 de septiembre esa misma mañana, por lo que era probable que no pudiera viajar allí el fin de semana siguiente y vender sus joyas como había planeado. Como su uniforme de trabajo, un polo azul oscuro y unos pantalones cortos caqui, aún no se había secado, llegó tarde al comienzo de su turno.
Michele trabajó hasta las nueve de la noche, cuando Lefty's cerró. Después, se quedó en el aparcamiento y comentó los acontecimientos del día tomando unas copas con Kasper, el compañero de trabajo con el que había tenido una aventura a principios de año, y un amigo suyo. Al cabo de una hora, se marchó al apartamento de Earley en Smithboro, donde permaneció otra hora, compartiendo unas copas con él y hablando de cómo los atentados terroristas del día le habían dado cierta perspectiva sobre sus propios problemas. Según Earley, se marchó entre las 23 y 23:30 horas. Nadie dijo haberla visto desde entonces.
A las 7 de la mañana del día siguiente, Cal llamó a Thayer y le dijo que Michele no había vuelto a casa después del trabajo de la noche anterior. Le preguntó si podía ir a su casa, a seis minutos en coche de la suya, y ayudarle a preparar a los niños para ir al colegio. Se vistió rápidamente, canceló un compromiso para más tarde ese mismo día y salió de su casa ocho minutos después. En la carretera, frente a la entrada de la casa de los Harris, vio el monovolumen Ford Windstar dorado de Michele aparcado en un lateral.
Thayer aparcó brevemente para echar un vistazo. Las puertas estaban abiertas y las llaves seguían en el contacto. Condujo por el camino de entrada de Harris, que se curva a través de campos y bosques unos 400 metros hasta la casa, lo que impide ver la carretera desde ella. En la casa llamó a Michele por su nombre, con la esperanza de que hubiera llegado andando desde el coche, pero Cal respondió, ya vestido para ir a trabajar.
Thayer le dijo que el coche de Michele estaba en la carretera. "Será mejor que vayamos a por él", dijo, y los dos volvieron a bajar para inspeccionarlo más a fondo. Thayer planteó la posibilidad de que Michele aún estuviera en las inmediaciones, quizá herida o desorientada; Cal le dijo que se había ido a Nueva York como le había dicho que iba a hacer. Cuando Thayer le preguntó cómo, ya que su coche estaba en la carretera, Cal sugirió que tal vez había hecho autostop.
Cal se fijó en la gran cantidad de objetos que había en el vehículo -ropa, correo, revistas, juguetes y envoltorios de comida, principalmente- y dijo que tenía que limpiarlo. Thayer lo condujo de vuelta por el camino de entrada y lo aparcó en el garaje, tras lo cual Cal se marchó a trabajar. Thayer llamó a una de las amigas de Michele y le preguntó si conocía el paradero de Michele, tras lo cual la amiga llamó al abogado del divorcio de Michele, con quien tenía previsto reunirse más tarde ese mismo día. Tras enterarse de que la noche anterior se había marchado de Lefty's al terminar su turno y de que no contestaba al teléfono móvil, llamó a la policía estatal y denunció su desaparición.

## Investigación
Esa mañana, la policía estatal del condado de Tioga disponía de recursos mucho más limitados de lo normal para un caso de desaparición de personas, ya que la mayoría de los agentes e investigadores de la zona habían sido enviados a Nueva York para proporcionar seguridad y personal adicional tras los atentados. Entre ellos había algunos expertos forenses; muchos de los perros y la aviación del departamento también habían sido desviados al Lower Manhattan. Dos de los investigadores que se quedaron fueron a ver a Cal a su concesionario a las 9:40 horas de la mañana.
Cal les dijo que Michele nunca había dejado de volver a casa después de sus turnos nocturnos en Lefty's. Les acompañó a su propiedad y les dio permiso por escrito para registrarla, después volvió al trabajo. Si necesitaban llevarse el monovolumen, añadió Cal, podían hacerlo, pero él quería que se lo devolvieran después para poder cambiarle el aceite, algo que, según dijo, Michele siempre se olvidaba de hacer. Dijo a los investigadores que ella podría haber estado consumiendo cocaína con algunas de las personas que había conocido en Waverly y que deberían "sacarles la mierda".
La policía también registró la propiedad de Harris con helicópteros y perros, incluyendo buzos y sonares tanto en el pequeño estanque cercano a la entrada como en el lago Empire, de 29 acres (12 ha), que lo bordea por el este. En Waverly, entrevistaron al personal de Lefty's y hablaron con Kasper y su amigo, con quien Michele había compartido bebidas en el aparcamiento antes de ir a Earley's. Surgieron sospechas sobre la expareja cuando una comprobación de antecedentes reveló que Kasper tenía un historial de consumo de cocaína y una condena por agredir a una exnovia, y el otro hombre había cumplido una condena de 10 años de prisión en Arizona por violación. No había pruebas que lo relacionaran con la desaparición de Michele, y después de que él, Earley (que también había permitido a la policía registrar su apartamento y la cabaña de caza de su familia en el vecino condado de Bradford de Pensilvania) y Kasper pasaran las pruebas del detector de mentiras, fueron declarados sospechosos.
Sólo quedaba Cal Harris, quien, debido al divorcio pendiente y a la posibilidad de obtener una cuantiosa indemnización, tenía un motivo para matar a Michele. Tres días después de la desaparición de Michele, Joseph Andersen, investigador forense de la policía estatal, entró en el garaje abierto de la casa, donde vio lo que parecían salpicaduras de sangre roja en la pared. Había más en la puerta de la casa. Esto sirvió para obtener una orden de registro de la casa, e investigaciones posteriores descubrieron manchas similares en el vestíbulo y en la cocina, cerca del garaje; una prueba de presunción determinó que la sustancia que dejaba las manchas era sangre humana y se recogió y conservó para posteriores pruebas de ADN. Andersen creía que también había pruebas de que había habido sangre adicional pero que se había limpiado; la policía consideraba ahora la casa como escenario del crimen.
Ese mismo día, Cal y los miembros de la familia de Michele se reunieron para cenar en Cooperstown. Allí, dos de sus hermanas se enfrentaron a él por una amenaza que había hecho en marzo de matar a Michele y deshacerse de su cuerpo para que nunca lo encontraran, así como por un incidente de 1996 en el que Michele había llamado desde un armario donde se escondió mientras Cal amartillaba repetidamente una escopeta en el exterior. Tras negar los incidentes, Cal acabó admitiendo la amenaza, pero afirmó que no había ido en serio. Las hermanas declararon más tarde que la conversación fue muy incómoda para él.
Cuando Cal regresó a Spencer, los investigadores le preguntaron por las manchas de sangre; al principio no supo explicarlas, pero más tarde dijo que Michele se había cortado en el garaje el mes anterior. Con su permiso, registraron su furgoneta y su todoterreno, y registraron exhaustivamente el coche de Michele, casi hasta desmontarlo. Entre su contenido estaba el teléfono móvil de Michele, que registró una llamada perdida y un mensaje de voz de una amiga preocupada, y una bolsa negra que contenía sus joyas. Los técnicos forenses encontraron las huellas dactilares de Cal y Earley, así como las de una tercera persona además de Michele, pero no sangre.
Sin más pruebas, la policía probó técnicas de investigación más discretas. Hicieron que los agentes vigilaran la propiedad de Cal con gafas de visión nocturna y camuflaje para ver si podía ir a algún sitio al amparo de la oscuridad. A partir de octubre, también instalaron una unidad de seguimiento por GPS en su camión durante seis meses para ver si sus movimientos podían indicar un posible lugar donde deshacerse de la droga. Ninguna de las dos técnicas aportó información útil.

## Arresto
Tras las investigaciones iniciales, el caso pareció enfriarse durante los años siguientes. La cobertura de los medios de comunicación locales se limitó a historias en torno al aniversario anual que volvían sobre el caso e informaban principalmente de que no había nada nuevo que contar. La policía seguía creyendo que Cal había matado a Michele por algún medio y se había deshecho de su cuerpo de alguna manera, pero también que no tenían pruebas suficientes para condenarlo. En 2005, las historias del aniversario decían que la policía esperaba pronto un avance en el caso.
En ese momento habían vuelto a interrogar a Jerome Wilczynski, el peluquero al que Michele había permitido escuchar por su teléfono móvil las violentas y profanas amenazas de Cal, entre ellas la de matarla y hacerla desaparecer, menos de dos meses antes de su desaparición. Cuando la policía habló con él por primera vez poco después, no les había hablado de las amenazas; cuatro años después sí lo hizo. Con pruebas de una segunda amenaza, más cercana en el tiempo al homicidio que creían que se había producido, pensaron que ahora podían conseguir una condena sin el cadáver.
"El caso no mejoraba", declaró Mark Lester, capitán de la policía estatal que supervisaba la investigación, al programa 48 Hours de la CBS en 2010. "Realmente no había nuevas pistas o pruebas significativas. Pero ganara, perdiera o empatara este caso tenía que ir a juicio". Un gran jurado del condado de Tioga acusó a Cal de un cargo de asesinato en segundo grado el 30 de septiembre, tras lo cual agentes de la policía estatal acudieron a su concesionario Ford en las afueras de Owego y le detuvieron delante de sus empleados, no sólo esposándole, sino también poniéndole grilletes en las piernas.

## Juicios
Cal fue juzgado cuatro veces a lo largo de los 11 años siguientes, en dos condados, con cinco jueces de cuatro condados diferentes presidiendo, y tres tribunales de apelación conociendo del caso. El primer juicio se retrasó después de que se desestimara la acusación y se asignara un nuevo juez debido a algunos problemas entre el primer juez y el fiscal de distrito del condado de Tioga, Gerald Keene. Cuando por fin se celebró, Cal fue condenado; el veredicto se anuló un día después, al presentarse un testigo con información favorable para él. Se celebró un segundo juicio en el que declaró dicho testigo, pero Cal fue condenado de nuevo.
La condena fue confirmada en apelación, con la discrepancia de un juez. Cal apeló ante el Tribunal de Apelaciones, el más alto tribunal de Nueva York, que revocó la sentencia del tribunal de apelaciones inferior por motivos de procedimiento, con la discrepancia de un juez que pidió que se desestimara la acusación. Para el tercer juicio, se concedió un cambio de sede a otro condado del norte del estado debido a la publicidad de los dos primeros juicios. El juez accedió a la petición de Cal de que el cuarto juicio fuera sin jurado, y en 2016 Cal fue absuelto.

### Desestimación de la acusación
A lo largo de la primera mitad de 2006, Joseph Cawley, el abogado defensor de Cal, trató de impugnar la acusación, presentando una moción en la que solicitaba que se entregara a la defensa una transcripción de sus actuaciones y que se desestimara por ser jurídica y fácticamente insuficiente para sustentar la acusación. A finales de junio, Vincent Sgueglia, el único juez del tribunal del condado de Tioga, denegó la moción y fijó la fecha del juicio para el 11 de septiembre, quinto aniversario de la desaparición de Michele. Poco después, la fiscalía entregó a la defensa 12 000 páginas de pruebas, incluida toda la transcripción del gran jurado; en consecuencia, el juicio se aplazó hasta enero de 2007 para que la defensa tuviera tiempo de revisarla.
A finales de agosto, la defensa pidió que se le permitiera volver a presentar su moción para desestimar la acusación; tras un debate oral, Sgueglia concedió la moción un mes después. El 15 de diciembre, un viernes, después de otra vista sobre un asunto no relacionado, llamó a Cawley y Keene a su despacho para comunicarles que iba a desestimar la acusación. La reunión no fue transcrita por el taquígrafo judicial y hubo discrepancias sobre lo que dijeron los abogados y el juez.
Keene llegó a primera hora del 18 de diciembre, el lunes siguiente, con una moción en la que solicitaba a Sgueglia que se recusara, alegando en una declaración jurada la apariencia de incorrección por parte del juez, diciendo que a menudo había mostrado favoritismo en otros casos tanto con los clientes de Cal como con los de Cawley. Sgueglia lo negó, pero debido a que las acusaciones tenían forma de declaración jurada, el caso fue reasignado a Bernard E. Smith, juez del vecino condado de Broome. La defensa propuso que Smith se limitara a firmar la orden que Sgueglia ya había redactado por la que se desestimaba la acusación, así como otra orden por la que se prohibía al fiscal del distrito presentar el caso ante otro gran jurado; la acusación respondió que la petición original de la defensa era extemporánea.
Smith rechazó ambos argumentos cuando dictó sentencia en enero; la petición de la defensa había sido presentada a tiempo y los precedentes le impedían firmar la orden de otro juez cuando él mismo no había escuchado los argumentos que la habían motivado. Reprendió a la acusación por presentar una moción de recusación que, en su opinión, no tenía otro propósito que impedir la desestimación de la acusación. De hecho, sostuvo que la orden de desestimación debería haberse considerado presentada el 15 de diciembre, puesto que Sgueglia ya había tomado su decisión, redactado la orden y estaba preparado para firmarla y presentarla cuando decidió no hacerlo debido a la moción de recusación.
Pero para protegerse contra la posibilidad de que esta decisión fuera revocada en apelación, Smith había revisado las transcripciones del gran jurado. Coincidió con Sgueglia en que, si bien los hechos alegados eran jurídicamente suficientes, la acusación era defectuosa y debía desestimarse. El testimonio de muchos de los 27 testigos citados incluía muchas pruebas inadmisibles: sus opiniones y especulaciones sobre el estado del matrimonio de los Harris, y de Cal y Michele como personas, padres y cónyuges; la riqueza y el carácter de Cal y sus cualidades como empresario y empleador, y los planes de Michele para después del divorcio. A un testigo se le permitió incluso decir a los miembros del jurado si creía que Cal la había matado. Al abogado de Cal, entre otros testigos, también se le permitió declarar sobre muchos asuntos que no entraban dentro de las excepciones a la regla de los testimonios de oídas. Smith dijo que todo esto fue claramente intencionado por parte del fiscal.
En un momento dado, tras asegurar al gran jurado que un testigo al que habían escuchado se había sometido y había superado la prueba del detector de mentiras, un miembro del gran jurado preguntó a Keene si Cal lo había hecho. El testigo no pudo responder a esa pregunta, pero, dijo Keene, había una "historia" que podría contar a los miembros del gran jurado después de que los fiscales hubieran terminado de presentar el caso. "Esto por sí solo", escribió Smith, "es un error de tal proporción que requiere la desestimación de la acusación por sí mismo, incluso si no se produjeron otros errores en la presentación". Más tarde, durante la acusación, el presidente del tribunal preguntó si había "algo más en la historia"; Keene dijo que había más testigos pero que pensaba que el caso era legalmente suficiente para una acusación, un error que en un caso precedente había llevado a la desestimación de la acusación. Por lo tanto, también debía serlo en este caso y, añadió Smith, también habría sido suficiente.

### Primer juicio

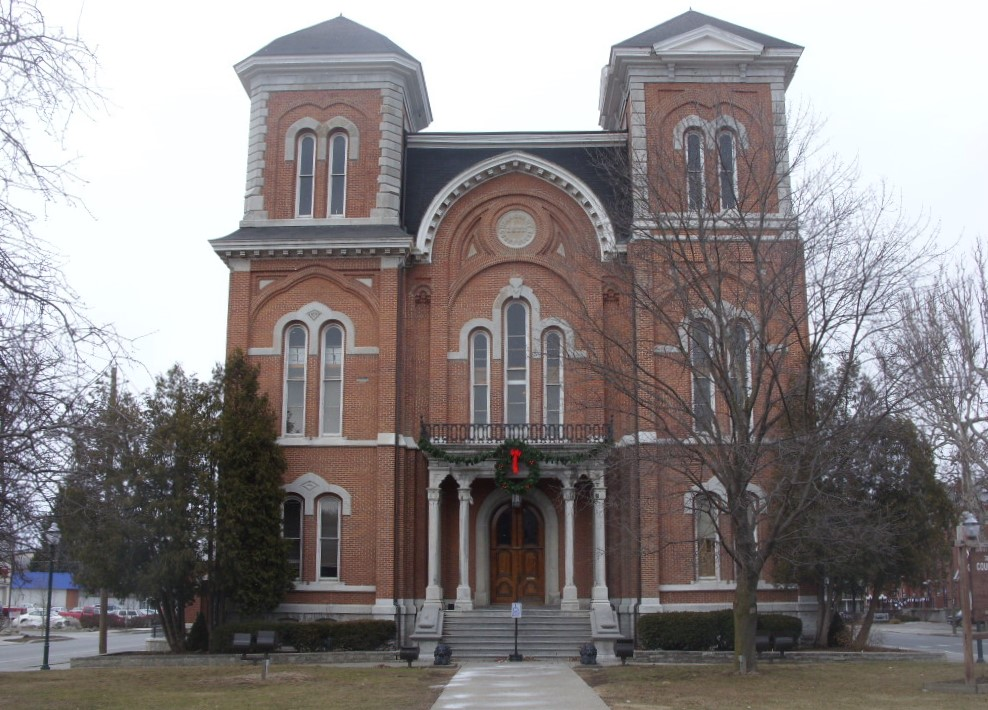
Sede de la corte penal del Condado de Tioga, en Owego, donde tuvieron lugar los dos primeros juicios del caso.

Un mes más tarde, Cal fue acusado de nuevo por otro gran jurado, comenzando el juicio a finales de mayo. Sin pruebas de la existencia de un cadáver ni de un arma, la fiscalía expuso su caso circunstancial contra él, argumentando que ella había muerto violentamente a manos suyas en la casa en algún momento después de las 23:30 horas del 11 de septiembre de 2001, y que Cal había aprovechado las ocho horas siguientes la reducida presencia de las fuerzas del orden en la zona para deshacerse de su cadáver en un lugar desconocido.

#### Enjuiciamiento
Los testigos declararon cuándo se había visto a Michele por última vez y su ausencia continuada. Thayer relató que había encontrado su coche en la carretera la mañana del 12 de septiembre y que Cal no había comprobado si las llaves estaban puestas antes de pedirle que se lo llevara a casa, y que después se había ido a trabajar sin preguntar en todo el día si su mujer había reaparecido en algún sitio. Thayer había trabajado para Cal durante un año más después de la desaparición de Michele, y también recordaba cómo en las semanas posteriores había hablado de hacer una venta de garaje para vender su ropa y otras posesiones, ofreciéndose a repartir los beneficios con ella. El día en que Michele habría cumplido 35 años, empezó a salir más abiertamente con una mujer con la que llevaba saliendo casi todo el año, y le dijo que podía pasar la noche en su casa, ya que Michele no volvería a casa esa noche.
Las hermanas de Michele testificaron sobre las amenazas que les había contado y sobre cómo había reaccionado Cal cuando se enfrentó a ella en Cooperstown. Wilczynski, compañero de Cal en el instituto, relató lo que le oyó decir por teléfono a Michele. Su hermana Francine también declaró ante el tribunal que el padre de Cal había llamado ese mismo fin de semana a Cooperstown para decir que habían encontrado el cadáver de Michele en una fosa poco profunda en la casa de vacaciones de Cal; cuando ella se lo dijo, él negó airadamente que eso hubiera ocurrido.
Las pruebas de sangre, que según las pruebas de ADN eran de Michele o de un miembro de su familia inmediata, como un hijo o un hermano, fueron cruciales para la acusación a la hora de establecer que se había cometido un asesinato. Andersen testificó sobre lo que vio el 14 de septiembre cuando entró. Recordó que, aunque se había secado, seguía siendo de color rojizo, lo que sugería que se había depositado en las paredes y el suelo recientemente. Había "cientos" de manchas, dijo, algunas de las cuales parecían haber sido diluidas, lo que apoyaba su teoría de un intento de limpieza. Un empleado del concesionario testificó además que Cal le había pedido que lavara su camión, por dentro y por fuera, cuando entró a trabajar el 12 de septiembre.
El testimonio de Andersen fue reforzado por Henry Lee, un experto en salpicaduras de sangre reconocido en todo el país que anteriormente dirigía el laboratorio de la policía estatal de Connecticut y que había sido un testigo clave de la defensa en ese ámbito en el Caso O. J. Simpson. Lee ratificó las conclusiones de Andersen y dijo que si la sangre se hubiera dejado el mes anterior, como afirmaba Cal, habría sido de color marrón, aunque admitió que no se podía determinar con exactitud su antigüedad.
Lee dijo que las manchas de sangre eran salpicaduras de impacto de casquillo de velocidad media, consistentes con heridas infligidas durante un asalto o ataque, pero no exclusivamente, admitió. La ubicación de las manchas significaba que procedían de una altura no superior a 29 pulgadas (74 cm) sobre el suelo. Una alfombra que Thayer dijo que lavaba al menos dos veces al mes también tenía una mancha de transferencia con el mismo ADN que las demás, lo que indicaba que se había colocado temporalmente algo ensangrentado sobre ella.

#### Defensa
La defensa de Cal se centró principalmente en crear una duda razonable sobre los argumentos de la acusación para establecer su inocencia real. Además de la ausencia de un cadáver o de un arma a pesar de los exhaustivos registros realizados en los alrededores y de la plena cooperación de Cal con la policía, señalaron que los primeros agentes que entraron en la casa no habían visto sangre ni olido nada que sugiriera una limpieza reciente. Lee, que basó su testimonio en fotos tomadas durante la investigación, admitió en el contrainterrogatorio que sólo había diez manchas y que algunas de ellas eran realmente antiguas; la mancha de la alfombra también era antigua y nunca se encontró el objeto que pudo haberla dejado.
La defensa también ofreció explicaciones alternativas para otros testimonios incriminatorios. La venta de garaje propuesta de la que había hablado Thayer había sido en realidad el resultado de la limpieza de la casa por parte de Cal después de los registros policiales; había metido las pertenencias de Michele en cajas y las había guardado en el sótano. Fue Thayer quien había sugerido la venta de garaje, no Cal. Y aunque Cal había hecho efectivamente esa declaración a su novia, había sido a las 4 de la madrugada, cuando ella había decidido dormir en la casa después de haber llegado a medianoche.
Durante las deliberaciones, que duraron más de un día, el jurado pidió al juez aclaraciones sobre cómo definir la duda razonable; se les indicó que "debe ser una duda para la que pueda darse alguna razón". A principios de junio de 2007, el juicio terminó con el veredicto de culpabilidad del jurado, fijándose la sentencia para agosto.

### Testimonio sorpresa
La mañana siguiente a la condena de Cal, Kevin Tubbs, un granjero que vivía cerca de los Harris, miró un periódico en el que se publicaba el veredicto y vio la foto de Michele en primera página. Se presentó y dijo que sólo entonces la había reconocido como la mujer que había visto la mañana del 12 de septiembre de 2001 en la carretera junto a la entrada de los Harris, junto a otro vehículo, una camioneta, junto a la cual había un hombre discutiendo con Michele.
Esa mañana, dijo Tubbs, se había levantado para ir a trabajar sobre las 5:30 horas de la mañana, con el cielo todavía oscuro excepto por el este. Tenía que tirar de un carro de heno por la carretera, y los frenos de su camioneta estaban en mal estado, por lo que iba despacio. Creía haber pasado por delante de la casa de Harris y haber visto a Michele y al hombre no identificado alrededor de las 5:45, cuando todo el cielo se había iluminado de azul pero todavía estaba lo suficientemente oscuro como para necesitar faros.
El relato de Tubbs contradecía la teoría del Estado de que Cal había matado a Michele en su casa durante la noche y sugería otros sospechosos. La defensa incluyó su relato en su petición de anulación del veredicto, argumentando que la aparición de nuevas pruebas podría haber dado lugar a un veredicto diferente.
El tribunal aceptó la petición en noviembre de 2007. Ese mismo mes, otro hombre, John Steele, escribió al tribunal una carta en la que afirmaba que él también había pasado por delante de los Harris hacia la misma hora y había visto a un hombre y una mujer discutiendo junto a dos vehículos. Más tarde presentó una declaración jurada en la que afirmaba lo mismo, pero añadía que había oído al hombre decir: "¡Sólo entra en el maldito coche!".
El nombre de Steele se suprimió porque en ese momento él mismo estaba con una mujer con la que había tenido una aventura y temía represalias de la fiscalía si se le identificaba. Durante varios meses, la fiscalía, mientras estaba pendiente su recurso contra la orden de anulación del veredicto, intentó conocer la identidad de Steele alegando que era necesaria para la investigación policial en curso. En octubre de 2008, Steele falleció, lo que invalidó la cuestión de su identidad e impidió que fuera interrogado, por lo que el tribunal dictaminó que su testimonio era uno "de oídas inadmisible". Al mes siguiente, la orden fue confirmada unánimemente en apelación, y se programó un segundo juicio para 2009.

### Segundo juicio
Para el segundo juicio, celebrado en agosto de 2009, se asignó a otro juez de otro condado vecino, James Hayden, del tribunal del condado de Chemung. La acusación presentó en gran medida los mismos argumentos circunstanciales que en el primer juicio. La defensa llamó al estrado tanto a Cal como a Tubbs, al primero para humanizarlo de cara a los jurados, y al segundo porque su testimonio complicaba seriamente la teoría del caso de la fiscalía.
Para corroborar a Tubbs, la defensa llamó a sus padres, quienes confirmaron que se había levantado ese día a esa hora para conducir por esa ruta. Steele no pudo testificar ya que había muerto poco después de escribir sus cartas. La defensa intentó que las cartas se admitieran como prueba, pero Hayden dictaminó que eran testimonios de oídas; en la vista, la fiscalía también llamó al hijo de Steele, quien dijo que su difunto padre no sólo no siempre era sincero, sino que había manifestado su creencia de que, aunque Cal era culpable, Michele se lo había merecido debido a sus relaciones extramatrimoniales.
En el contrainterrogatorio, los fiscales interrogaron minuciosamente a Tubbs, argumentando en primer lugar que era demasiado oscuro para él haber visto a Michele lo bastante de cerca como para reconocer su foto en el periódico cuatro años después. Por último, sacaron a colación un incidente de 2006 en el que la policía estatal había detenido a Tubbs después de que no pudiera pagar su compra en una gasolinera de Owego, lo que le llevó a demandar al Estado por detención ilegal y uso excesivo de la fuerza. La acusación alegó que Tubbs había sido motivado para embellecer o fabricar su testimonio con el fin de tomar represalias contra la policía estatal; en respuesta se puso muy enojado y beligerante.
Una vez más, el jurado tardó más de un día en deliberar, y durante ese tiempo pidió al juez aclaraciones sobre la duda razonable. No se consideró una buena señal para la acusación, pero volvió con una condena. En octubre, Cal fue condenado a una pena de entre 25 años y cadena perpetua.

### Apelaciones
Mientras Cal cumplía condena, sus abogados prepararon un recurso contra la condena ante el Tercer Departamento de la División de Apelaciones del Tribunal Supremo del estado. En 2011, un panel dividido confirmó la condena, por considerarla suficiente desde el punto de vista fáctico y jurídico y correcta desde el punto de vista procesal. Harris recurrió entonces ante el Tribunal de Apelaciones, el más alto tribunal de Nueva York. Su decisión, del año siguiente, estuvo de acuerdo en que el jurado había actuado razonablemente, de nuevo con la disidencia de un juez, pero revocó la decisión del Tercer Departamento sobre las cuestiones procesales y anuló la condena.
Además de impugnar la base jurídica y fáctica de la condena, el recurso de Cal planteaba varias cuestiones de procedimiento. Su recusación de un miembro del jurado en el juicio que había admitido que tenía una ligera opinión sobre el caso (nunca declarada) había sido denegada; fue eliminada con la última de sus recusaciones perentorias. Cal también alegó que el testimonio de las hermanas de Michele sobre el enfrentamiento de Cooperstown era un testimonio de oídas inadmisible, o que si se admitía, también deberían haberse admitido las cartas de Steele. También alegó que las instrucciones al jurado sobre la conversación de Cooperstown eran insuficientes al dejar claro que la conversación se admitía como prueba no por la veracidad de si había proferido las amenazas, sino por la forma en que reaccionó cuando fue confrontado.

#### Tercer Departamento
Se constituyeron cinco jueces para conocer del caso. El presidente del departamento, Anthony Cardona, estaba entre ellos, pero no participó por padecer una enfermedad terminal. Su ausencia no importó, ya que cuando se conoció la sentencia, a mediados de 2011, tres de los jueces dieron la razón al tribunal.

#### Mayoría
El juez Joseph Mercure, que escribió para la mayoría, consideró que las pruebas eran suficientes desde el punto de vista jurídico y fáctico para justificar el veredicto de culpabilidad del jurado.
Evaluando las pruebas desde el punto de vista más favorable a la acusación, como deben hacer los tribunales de apelación cuando examinan esta impugnación, consideró que el caso había quedado demostrado hasta el punto de que el veredicto del jurado podía considerarse razonable. "Aunque no hay pruebas directas", admitió Mercure, "el Estado demostró la culpabilidad del acusado mediante pruebas circunstanciales de motivo, intención, oportunidad y conciencia de culpabilidad, así como pruebas de la repentina desaparición de la víctima y sus salpicaduras de sangre en el garaje y la cocina de la casa familiar". Consideró que las pruebas de sangre eran "muy preocupantes" y no consideró que la defensa hubiera ofrecido ninguna prueba que socavara significativamente los argumentos de la acusación; al parecer, el jurado no había considerado creíble a Tubbs, y los tribunales tenían que dar gran peso a los jurados a la hora de determinar si los testigos eran creíbles.
Mercure sostuvo que los intercambios de Cooperstown eran admisibles, ya que ambos testigos declararon que Cal había admitido haber proferido las amenazas. La carta y la declaración jurada de Steele eran contradictorias en cuanto a lo que había oído y, puesto que no se le podía interrogar para resolverlo, ninguno de los dos documentos podía admitirse. También se denegó debidamente la recusación de la miembro del jurado, ya que no había expresado una opinión concreta y había dicho dos veces en el cuestionario que podía ser imparcial.

#### Disentimiento
El magistrado discrepante Bernard T. Malone Jr., que había escrito la opinión de 2008 confirmando la moción del Tribunal del Condado de anular el veredicto del primer juicio, fustigó a la mayoría por reiterar en gran medida los argumentos de la acusación, incluidas sus respuestas a los argumentos de la defensa, al tiempo que ignoraba aspectos de los argumentos de la defensa que habían debilitado o neutralizado a la acusación. "Al examinar las pruebas desde el punto de vista más favorable al Pueblo, este Tribunal está obligado a resolver cualquier prueba contradictoria a favor del Pueblo, como presumiblemente hizo el jurado", escribió. "Sin embargo, no está obligado a ignorar otras pruebas no controvertidas que puedan no favorecer o tender a probar la teoría del caso del Pueblo, ni debería hacerlo".
Al hacerlo, la mayoría había permitido que se mantuviera un veredicto que, según Malone, se había basado tanto en suposiciones sin fundamento como en los hechos probados, señalando también que la teoría de la acusación requería que Cal matara a Michele, al menos con algo de lucha, en mitad de la noche sin despertar a los cuatro hijos de la pareja ni a su gran perro. Consideró las amenazas "demasiado atenuadas en el tiempo para sostener una inferencia razonable" de que Cal tuviera intención de matar a Michele esa noche, y señaló que más de un testigo de cargo declaró que la pareja se llevaba mejor en los meses anteriores a su desaparición. Sus acciones tras la desaparición de Michele "no eran inherentemente sospechosas ni daban lugar a inferencias lógicas de [su] conciencia de culpabilidad", concluyó Malone. En cuanto a las pruebas de sangre, Lee admitió que sólo había examinado las fotos, no las manchas reales, y que esas mismas fotos estaban incorrectamente expuestas y carecían de una carta de colores que deberían haber tenido.
Malone comparó el caso contra Cal con otras condenas por asesinato sin cadáver que los tribunales estatales habían confirmado, en las que las pruebas también eran circunstanciales pero mucho más sólidas. Robert Bierenbaum no había revelado a la policía que era un piloto privado con licencia que, la tarde del día en que afirmó que su mujer le había abandonado, voló con su avioneta 266 km. hasta un punto sobre el océano Atlántico y luego regresó. Sante Kimes fue condenado por el asesinato de Irene Silverman gracias al testimonio de su hijo sobre cómo se deshizo del cadáver, y a los registros de teléfonos móviles que mostraban que Kimes estuvo cerca de la casa de Silverman el día que desapareció, a la incapacidad de Kimes para explicar la mayor parte del tiempo que pasó ese día y a las posesiones de Silverman encontradas en el coche de Kimes junto con objetos que habrían sido útiles para un secuestro. No había nada parecido en el caso contra Cal.
Malone también se puso de parte de Cal en las cuestiones procesales. El expediente no concordaba con el relato de la mayoría sobre la posible parcialidad de la miembro del jurado; mostraba que había admitido que "una ligera opinión" que había compartido con otras personas formaría parte de lo que debería considerar, y era responsabilidad del tribunal, no del acusado, garantizar que la imparcialidad de los miembros del jurado quedara establecida de forma concluyente. En cuanto a las amenazas, Malone también señaló que, independientemente de si la decisión previa al juicio que las permitía como prueba era correcta, la acusación se extralimitó varias veces al obtener el texto exacto de esas amenazas, lo que no estaba permitido en virtud de la orden previa al juicio. "Se podría, y se debería, haber dictado una resolución probatoria más cuidadosamente equilibrada que suprimiera el contenido fáctico de la supuesta amenaza", escribió. Por último, la instrucción del jurado no dejaba claro que el testimonio de la amenaza, como testimonio de oídas, no podía utilizarse para evaluar la veracidad de las amenazas, lo que consideraba perjudicial a la luz del peso que la acusación había asignado al testimonio de las hermanas.
Por el contrario, la carta y la declaración jurada de Steele deberían haber sido admitidas, según Malone. No consideró que las diferencias entre los dos relatos fueran lo bastante significativas como para poner en duda la fiabilidad de Steele y, dada su preocupación expresa por el efecto negativo que tendría para él el hecho de presentarse, su declaración era una declaración contra interés. Malone también señaló la injusticia de que el tribunal dictaminara que las declaraciones de Steele no entraban dentro de ninguna excepción reconocida a los testimonios de oídas y, al mismo tiempo, permitiera el testimonio de la amenaza a pesar de la ausencia de una excepción clara que se le aplicara.
Por último, Malone argumentó que el alegato final de Keene había sobrepasado en muchos momentos los límites de lo permisible. No sólo había caracterizado erróneamente las pruebas, exagerando la cantidad que Michele podría haber obtenido del divorcio y presentando las amenazas que sus hermanas testificaron como cuestiones de hecho indiscutible, sino que con mucha frecuencia en el curso de su argumentación había trasladado la carga de la prueba a la defensa. Dado que las fuerzas del orden y el fiscal se habían centrado únicamente en la culpabilidad de Cal en el caso, lo ideal era que no sólo se revocara el veredicto sino que se desestimara de nuevo la acusación, esta vez por ser insuficiente desde el punto de vista fáctico y jurídico, pero se conformó con recomendar un nuevo juicio.

### Corte de Apelaciones

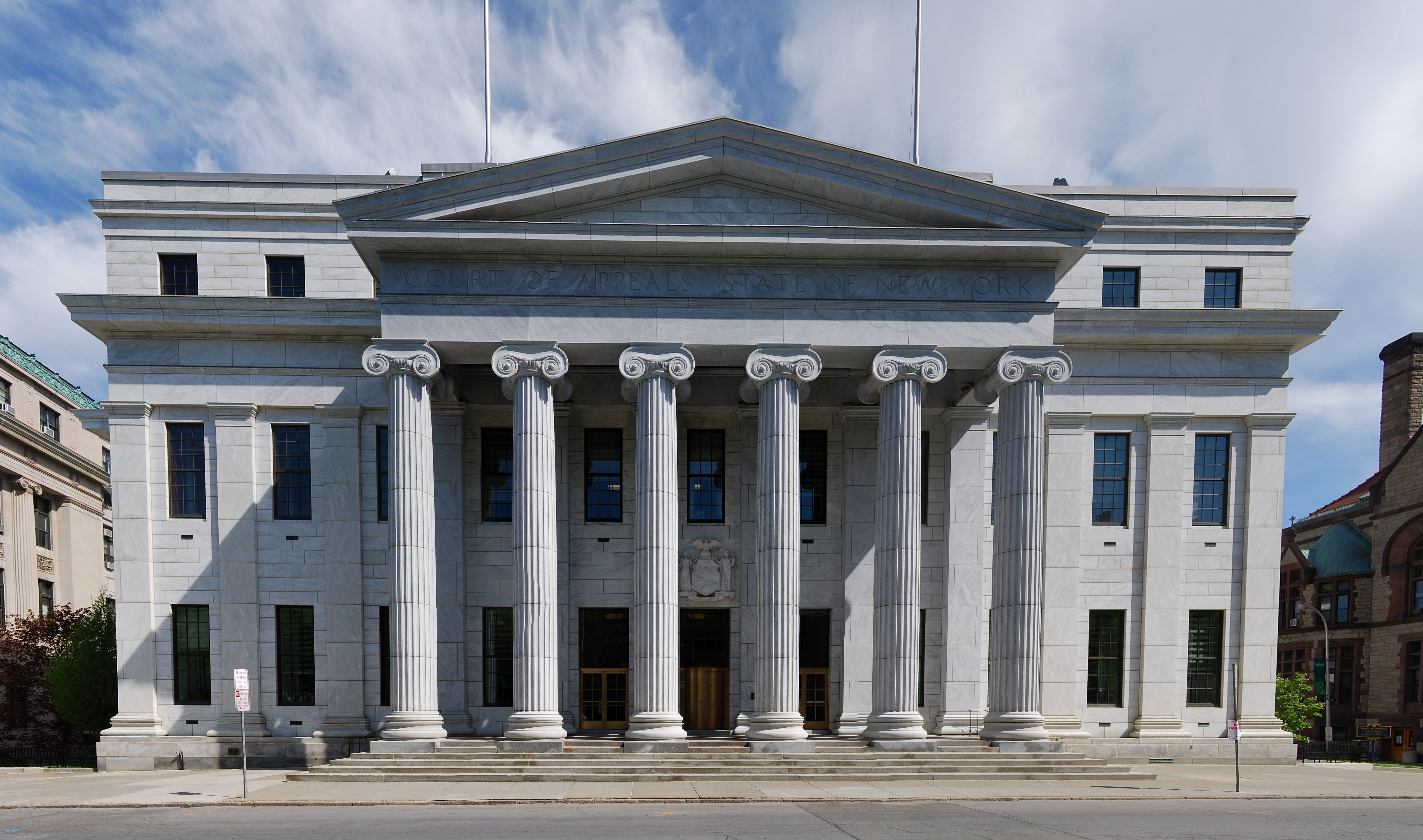
La Corte de Apelaciones de Nueva York, ubicada en Albany.

Cal recurrió ante el más alto tribunal del estado de Nueva York, el Tribunal de Apelaciones, el cual escuchó los argumentos el 11 de septiembre de 2012, en el undécimo aniversario de la desaparición de Michele, y tomó una decisión un mes después. Todos los jueces menos uno confirmaron la decisión del Tercer Departamento de que el veredicto había sido suficiente desde el punto de vista fáctico y jurídico. Pero los siete coincidieron unánimemente con Malone en que la denegación de la recusación por causa justificada y las instrucciones al jurado sobre las hermanas de Michele eran un error reversible, y ordenaron un nuevo juicio.
El juez Eugene F. Pigott Jr. escribió para la mayoría. Tras recapitular la historia del caso, no añadió nada a lo sostenido por el tribunal de apelación sobre el veredicto. Pero en lo que respecta al miembro del jurado recusado, "correspondía al tribunal de primera instancia llevar a cabo su propia investigación de seguimiento de la posible miembro del jurado una vez que declaró que su opinión preexistente sólo desempeñaría "un papel leve" en su consideración de las pruebas", escribió Pigott. Y la instrucción del jurado sobre las declaraciones de amenaza:

... no fue inocua. En un caso en el que no había cadáver ni arma, y las pruebas contra el acusado eran puramente circunstanciales, el peligro de que el jurado aceptara las declaraciones de Michele como verdaderas era real. Aunque la instrucción del tribunal explicaba por qué las declaraciones se admitían como prueba, no informaba al jurado de que las declaraciones no debían considerarse por su veracidad. Este error se agravó cuando el fiscal, en su resumen, se basó en esas declaraciones como prueba directa de que el acusado había, de hecho, asesinado a Michele y ocultado con éxito su cuerpo, como supuestamente amenazó a Michele con hacer.

Al celebrar el nuevo juicio que ordenó el tribunal, Pigott señaló que se habían denegado tres veces a la defensa las peticiones de cambio de lugar, antes de ambos juicios y durante la selección del jurado en el segundo, citando la gran cobertura mediática, incluida Dateline NBC así como 48 Hours, y la publicidad adversa. Para el tercer juicio, Pigott recomendó encarecidamente que se concediera.
La juez Susan Phillips Read discrepó, coincidiendo plenamente con Malone en que el veredicto era insuficiente en cuanto a los hechos y que la acusación debería haber sido desestimada. En lugar de escribir una opinión, incorporó la suya por referencia.

### Tercer juicio
Cal quedó en libertad tras el pago de una fianza de 500 000 dólares a la espera del tercer juicio, una semana después de la sentencia del Tribunal de Apelaciones. Citándola, sus abogados solicitaron un cambio de sede. En enero de 2014, el caso se trasladó al tribunal del condado de Schoharie, un condado rural similar situado al norte del estado, a 201 km de Tioga.
La selección del jurado comenzó en enero de 2015. El juez George Bartlett sería el cuarto magistrado que presidiría el juicio. Dado que Keene había dimitido para asumir la judicatura del condado de Tioga tras la jubilación de Sgueglia a finales de 2012, su sustituto, un antiguo ayudante del fiscal, Kirk Martin, se hizo cargo del caso para la acusación.
La defensa había encontrado nuevas pruebas para reforzar su argumento de que la policía estatal se había centrado en Cal excluyendo a otros sospechosos. Ofreció una de las suyas: Stacy Stewart, el tejano que, según recordaban los compañeros de trabajo de Michele en Lefty's, acudía allí con frecuencia y al que Michele había llevado en coche en una ocasión, que había llegado a la zona desde su estado natal para trabajar en la nueva planta siderúrgica de Nucor en Elmira. Ofreció el testimonio (la mayor parte de él prestado fuera de la presencia del jurado) de una antigua novia de Stewart, una agente de libertad condicional de Texas, que afirmaba que durante su breve relación Stewart le había dicho que había asesinado a alguien, que en el pasado había estado implicado con el Ku Klux Klan, que fue la última en ver a Michele con vida y que en otra ocasión había dicho que sabía cómo ocultar un cadáver, ya que el propio Stewart había regresado a Texas y no se le podía localizar.
Tubbs volvió a subir al estrado para reforzar la teoría de Stewart. Dijo que recordaba bien la vista, ya que había estado conduciendo despacio a causa del carro de heno, y había ido aún más despacio al pasar junto a los dos vehículos, ya que el camión estaba aparcado de tal manera que tuvo que girar ligeramente para rodearlo. Tubbs identificó una fotografía de Stewart como el hombre que había visto esa mañana y describió con gran detalle un camión Chevrolet negro o azul oscuro aparcado, que coincidía con lo que la defensa había determinado que Stewart conducía en ese momento. La acusación volvió a cuestionar cómo podía haberlos visto tan bien a la luz del amanecer para identificarlos a partir de fotografías muchos años después, señalando especialmente que las otras tres fotos de la rueda de reconocimiento con las que la defensa le había hecho identificar a Stewart eran de hombres que no se parecían en nada a Stewart. Tubbs se mantuvo firme, insistiendo en que recordaba que el hombre tenía las orejas grandes.
El caso llegó al jurado en mayo. No pudo llegar a un veredicto y se declaró la nulidad del juicio. Se programó un cuarto juicio para el año siguiente.

### Cuarto juicio
El juez Richard Mott, del Tribunal Supremo del estado, se convirtió en el quinto juez que presidía los juicios de Cal cuando fue designado para el cuarto. Para agilizar el juicio, dio a Cal la opción de un juicio sin jurado, en el que sólo él sería el encargado de juzgar los hechos, prescindiendo de un jurado. Cal lo eligió y el juicio comenzó en marzo de 2016.
Esta vez, la acusación añadió un nuevo testigo: Gregory Farr, un asesino convicto que estuvo encarcelado con Cal en el centro penitenciario de Auburn entre el segundo y el tercer juicio, y que supuestamente había oído a Cal amenazar a otro preso con "hacerte desaparecer como hice desaparecer a mi mujer". En mitad de su testimonio, Farr se acogió repentinamente a la Quinta Enmienda y se negó a responder a más preguntas. Más tarde afirmó que el investigador privado que trabajaba para el abogado de Cal había llamado a su familia el fin de semana anterior y les había dicho que no le habría convenido testificar; la defensa subió al investigador al estrado para rebatir la acusación de manipulación de testigos y dijo que sólo había llamado para entrevistar a Farr como preparación para el contrainterrogatorio. Finalmente, el testimonio de Farr fue eliminado del sumario.

#### El caso contra Stewart
Mott estaba más dispuesto a permitir que la defensa alegara la culpabilidad de terceros de lo que lo había estado inicialmente Bartlett en el tercer juicio. El paradero de Stewart seguía siendo desconocido, salvo la creencia de que se encontraba en Arkansas, y su amigo David Thomason, de quien su exnovia también dijo que había admitido su implicación en el crimen, estaba encarcelado en ese momento en Texas. Informó al tribunal a través de su abogado de que si se veía obligado a subir al estrado en el juicio se acogería a la Quinta Enmienda.
La esposa de Thomason testificó que él le había dicho que él, Michele y Stewart habían salido a un bar esa noche, y que cuando él se marchó los dos seguían allí juntos; al enterarse de su desaparición más tarde supuso que Stewart la había matado y enterrado en cemento en algún lugar. Otra mujer que conocía a ambos hombres declaró que Thomason le había dicho que habían sido sospechosos de asesinar a una mujer en Nueva York, pero que ya no les preocupaba desde que Harris había sido condenado. Dijo que Thomason sospechaba que Stewart podría haberlo hecho porque había mantenido una relación sexual con Michele.
Los abogados de Cal señalaron que tanto Stewart como Thomason habían abandonado abruptamente la zona y regresado a Texas poco después de la desaparición de Michele. Stewart se había marchado con tanta prisa que ni siquiera llegó a pagar la primera cuota de la hipoteca de la casa que había comprado recientemente en la aldea de Lockwood, y la defensa pudo ponerse en contacto con el posterior propietario y registrar la propiedad. Al principio no se encontró nada, pero más tarde pudieron encontrar el camión de Stewart en Texas, donde había sido subastado y revendido. El nuevo propietario permitió un registro y encontraron manchas de sangre en el asiento trasero y en los paneles de las puertas, así como unos pendientes que, según Cal, eran similares a unos que había comprado Michele.
Ese descubrimiento, y algunos informes de que Stewart había sido visto quemando ropa ensangrentada tras la desaparición de Michele, llevaron a la defensa de nuevo a la casa de los Lockwood. Allí descubrieron lo que llamaron un "pozo de quemado" en el suelo cercano. Las excavaciones sacaron a la luz un fragmento de tirante de sujetador, trozos de tela azul oscuro y beige, un botón de fantasía y otros objetos que, según la defensa, coincidían con la ropa y las pertenencias de Michele en el momento de su desaparición.

#### Relato de Tubbs
Tubbs volvió a subir al estrado y contó la misma historia; los abogados de Cal intentaron de nuevo presentar la declaración jurada de Steele, pero Mott no se lo permitió. Otros cuatro vecinos testificaron, ofreciendo versiones que apoyaban o socavaban el relato de Tubbs.
Un hombre que regresaba a la zona con su esposa desde Nueva York pasó por delante de la entrada de la casa de los Harris sobre las 12:30 a. m. y no vio ningún vehículo aparcado allí. La vecina que había oído el portazo de un coche en la carretera por la mañana antes del amanecer recordó que se despertó cuando su perro ladró; dijo que en su experiencia los vehículos nunca aparcaban cerca del camino de entrada. Otra vecina dijo que cuando salía a trabajar entre las 4:30 y las 5:30 de la mañana recordaba haber visto allí un vehículo de color claro, lo que, según ella, no era inusual. Por último, otra mujer vio el monovolumen a las 5 de la mañana; lo recordaba porque tenía las luces encendidas, pero no había nadie dentro; también era inusual ver un vehículo aparcado allí.

#### Otros argumentos de la defensa
En el contrainterrogatorio, los abogados de la defensa preguntaron a muchos testigos de la acusación que eran amigos o familiares de Michele si tenían conocimiento de algún consumo de drogas por su parte. Thayer, que había declarado en el interrogatorio directo que durante las semanas siguientes a la desaparición de Michele Cal había ido quitando todas las fotos de ella que había en la casa y que en un momento dado le dijo a uno de los niños que lloraba que "lo superara" porque ella no iba a volver, fue preguntada por las discrepancias en sus relatos sobre la cronología del 12 de septiembre y admitió haber descrito a Michele como "un poco fiestera" en los juicios anteriores. La defensa también insistió en que fue Cal, y no ella, quien había hecho una llamada a las 7.14 de la mañana desde la casa al móvil de Michele. Negó el testimonio de Cal en el juicio anterior, según el cual la idea de la venta de garaje había sido suya.
Mientras que en los juicios anteriores la defensa había impugnado las fotografías de las manchas de sangre por haber sido tomadas de forma descuidada y, por tanto, poco fiables, en el cuarto juicio argumentaron que las fotografías habían sido manipuladas. Los abogados de Cal argumentaron que la iluminación se había ajustado de algún modo cuando las imágenes eran negativos. La acusación recurrió a un experto en fotografía para que dijera que eso era imposible.
También se cuestionó la versión de Wilczynski sobre la amenaza. La defensa alegó que en su agenda de 2001 no figuraba ninguna cita con Michele posterior a ese mes de mayo. También le preguntaron por qué, cuando la policía estatal fue a hablar con él en 2001, no había mencionado que Michele le había dejado oír la amenaza de Cal; él dijo que en aquel momento no confiaba en la policía. La defensa también señaló que el investigador que se había enterado de la amenaza de Wilczynski en 2005, ya jubilado, había estado evitando sus intentos de entregarle una citación para declarar.

#### Veredicto
En mayo, tras un mes de escuchar a testigos y dictar sentencias, Mott pasó diez días considerando las pruebas antes de volver con un veredicto de inocencia a finales de mes. "Por fin, algo de calma en mi vida", dijo Cal al programa 20/20 de ABC News poco después. También estaba de muy buen humor porque uno de sus hijos se había enterado ese día de que le habían aceptado en la universidad.

## Hechos posteriores
Cal pronto tendría otros problemas legales. Tres semanas después de su absolución, Cal fue detenido frente a la casa en Oneonta de Terry Schultz, uno de los investigadores de la policía estatal en su caso, acusado de acoso. Cal supuestamente grabó en vídeo la casa, la propiedad y el coche de Schultz, y se sentó fuera durante una hora mirando fijamente y amenazando al hijo de Schultz. Se le acusó de acoso en cuarto grado, un delito menor; en febrero la fiscalía añadió más delitos menores, amenazas en segundo grado y acoso en segundo grado. Cal negó los cargos y dijo a los medios de comunicación que la policía simplemente intentaba vengarse de él por su absolución y por el modo en que su defensa había puesto de manifiesto sus deficiencias. Explicó que había estado en la zona para comprar un dron a alguien que lo había estado vendiendo por Internet.
En septiembre de ese año, un juez del tribunal del pueblo de Owego le impuso una multa de 100 dólares y le obligó a asistir a clases de control de la ira durante un año tras declararle culpable de un cargo de acoso. Cal había sido acusado de acosar y amenazar a una alumna de la clase satélite de su hija en el SUNY Broome Community College del pueblo que había mencionado el caso. Después lo calificó de "justicia de pueblo".
Un año después, Cal presentó ante un tribunal federal la demanda por acusación maliciosa que había prometido desde hacía tiempo. Citó como demandados a la policía estatal, al condado de Tioga y a su oficina del fiscal del distrito, así como a funcionarios, fiscales e investigadores a título individual, y a Barb Thayer. En la demanda se afirmaba que los acusados habían actuado con negligencia y/o mala fe, al no seguir pistas que podrían haber identificado a otros sospechosos, así como al alterar pruebas para incriminar a Cal. Pedía una indemnización compensatoria y otra punitiva.
En agosto de 2019, el juez David N. Hurd dictaminó que las acusaciones eran lo suficientemente específicas como para que los demandados pudieran responder a ellas, y en septiembre negó las acusaciones, iniciando un largo proceso de descubrimiento que incluye todas las transcripciones del juicio y el material probatorio de apoyo. Cal declaró a un periódico local que confiaba en un resultado a su favor aunque sabía que podría llevar años; lamentó que cualquier indemnización por daños y perjuicios fuera pagada en gran parte por los contribuyentes y no por los acusados individuales. Ha creado un sitio web, Tioga County Woodchucks, en el que reafirma muchas de estas acusaciones, así como otras sobre los acusados individuales, y hace referencia al escándalo de fabricación de pruebas de la década de 1990 en el que se vieron implicados varios investigadores de la policía estatal de la zona, y lo promociona desde su Twitter.
A finales de 2017, Cal fue detenido de nuevo después de que un conductor que circulaba por la interestatal 81, al norte del condado de Cortland, llamara a la policía para informar de que una camioneta blanca había golpeado su vehículo y se había dado a la fuga. Cuando los policías estatales detuvieron el vehículo, Cal estaba al volante. Fue acusado de conducir en estado de embriaguez y de abandonar el lugar del accidente. En declaraciones a los medios de comunicación sobre el accidente tras ser procesado en enero de 2018, admitió haber tomado unas copas horas antes, pero negó haber golpeado al otro vehículo; el conductor que lo denunció a la policía había sido, de hecho, el que había estado conduciendo de forma errática y cortando el paso a otros conductores. Al igual que había hecho con la acusación de acoso, afirmó que la policía estatal había vuelto a presentar cargos contra él para tomar represalias.
Tras el veredicto, Cal había declarado a ABC que iba a vender la finca de Spencer en la que habían vivido él, Michele y sus hijos. Lo había estado intentando durante toda la década de 2010, llegando a pedir casi dos millones de dólares por la propiedad en un momento dado, pero la retiró del mercado en 2017. La familia de Michele sigue convencida de que Cal la mató. Los cuatro hijos de Cal y Michele han seguido apoyando a su padre y no se relacionan mucho con la familia de ella.